# Shiina Natsukawa
Shiina Natsukawa (夏川 椎菜, Natsukawa Shiina, née le 18 juillet 1996 dans la préfecture de Chiba) est une seiyū, chanteuse et vidéaste web japonaise.

## Carrière
Elle est affiliée à Music Ray'n. Elle est membre du girl group TrySail, avec Sora Amamiya et Momo Asakura. À côte, elle tient une carrière solo.
Ses doublages les plus importants sont Akeno Misaki dans Hai-Furi, Yuki Kusakabe dans Freaky Girls et Hikayu Hoshikawa dans Re:Creators.
Elle est vidéaste web sous le nom de 417P.

## Filmographie

### Anime
| Année     | Titre                                              | Rôle                                                     | Notes    | Source |
| --------- | -------------------------------------------------- | -------------------------------------------------------- | -------- | ------ |
| 2012      | Le Garçon d'à côté                                 | Étudiante D                                              |          | [ 3 ]  |
| 2012–2016 | Aikatsu!                                           | Aya Hirasaka, Michiru Kurosawa, Nana Yuzuki, Kiriko Sōma |          | [ 3 ]  |
| 2013      | Jewelpets, le royaume des bijoux                   | Étudiante                                                |          | [ 3 ]  |
| 2013      | A Certain Scientific Railgun S                     | Petite fille A                                           |          | [ 3 ]  |
| 2013      | Silver Spoon                                       | Étudiante A                                              |          | [ 3 ]  |
| 2014      | Witchcraft Works                                   | Kanna Utsugi                                             |          | [ 4 ]  |
| 2014      | One Week Friends                                   | Yamazato                                                 |          | [ 3 ]  |
| 2014      | Locodol                                            | Azuki Teragasaki                                         |          | [ 3 ]  |
| 2014      | PriPara                                            | Miruku                                                   |          | [ 3 ]  |
| 2014      | Seirei Tsukai no Blade Dance                       | Meinasu                                                  |          | [ 3 ]  |
| 2014      | Celestial Method                                   | Nonoka Komiya                                            |          | [ 5 ]  |
| 2014      | Your Lie in April                                  | Fille (enfant de Nuigurumi)                              |          | [ 3 ]  |
| 2015      | Aldnoah.Zero                                       | Lemrina Vers Envers                                      | Season 2 | [ 3 ]  |
| 2015      | Ultimate Otaku Teacher                             | Moemi Kushinada, Girls High School Student, Yui          |          | [ 6 ]  |
| 2015      | Classroom Crisis                                   | Aki Kaminagaya                                           |          | [ 7 ]  |
| 2015      | Working!!!                                         | Collègue de Mizuki                                       |          | [ 3 ]  |
| 2016      | Dimension W                                        | Ichigo Yurizaki                                          |          | [ 3 ]  |
| 2016–2017 | High School Fleet                                  | Akeno Misaki                                             | Also OVA | [ 8 ]  |
| 2016      | Bungo Stray Dogs                                   | Gin                                                      | Season 2 | [ 3 ]  |
| 2017      | Interviews with Monster Girls                      | Yuki Kusakabe                                            |          | [ 9 ]  |
| 2017      | Re:Creators                                        | Hikayu Hoshikawa                                         |          |        |
| 2017      | Endro!                                             | Ellenoar "Seira" Seiran                                  |          | [ 10 ] |
| 2019      | Stars Align                                        | Namie Ameno                                              |          | [ 11 ] |
| 2020–2022 | Magia Record: Puella Magi Madoka Magica Side Story | Tsuruno Yui                                              |          | [ 12 ] |
| 2021      | Idoly Pride                                        | Sumire Okuyama                                           |          | [ 13 ] |
| 2022      | Heroines Run the Show                              | Mona Narumi                                              |          | [ 14 ] |

### Films
| Année | Titre                                              | Rôle           | Notes | Source |
| ----- | -------------------------------------------------- | -------------- | ----- | ------ |
| 2014  | The Idolmaster Movie: Beyond the Brilliant Future! | Anna Mochizuki |       | ,      |
| 2020  | High School Fleet: The Movie                       | Akeno Misaki   |       | [ 16 ] |
| 2020  | Kono Sekai no Tanoshimikata: Secret Story Film     | Mona Narumi    |       | [ 17 ] |

### Jeux vidéos
| Année | Titre                                              | Rôle               | Notes        | Source |
| ----- | -------------------------------------------------- | ------------------ | ------------ | ------ |
| 2013  | The Idolmaster Million Live!                       | Anna Mochizuki     | iOS, Android | ,      |
| 2014  | Freedom Wars                                       | Marie "Alma" Milan | PS Vita      | [ 2 ]  |
| 2015  | School Fanfare                                     | Karin Hoshimoto    | iOS, Android | [ 2 ]  |
| 2017  | Magia Record: Puella Magi Madoka Magica Side Story | Tsuruno Yui        | iOS, Android |        |
| 2021  | Idoly Pride                                        | Sumire Okuyama     | iOS, Android |        |
| 2021  | Pokémon Masters EX                                 | Lisia              | iOS, Android |        |
| 2022  | Anonymous;Code                                     | Momo Aizaki        | PS4, Switch  | [ 2 ]  |

## Discography

### Singles
| Date de sortie      | Titre                                                         | Oricon | Album |         |
| Meilleur classement | Nombre de semaines                                            |        |       |         |
| ------------------- | ------------------------------------------------------------- | ------ | ----- | ------- |
| 5 avril 2017        | Grapefruits Moon (グレープフルーツムーン)                     | 7      | 3     | À venir |
| 30 août 2017        | Furari, Korori, Karan, Koron (フワリ、コロリ、カラン、コロン) | 14     | 3     | À venir |
| 18 juillet 2018     | Parade (パレイド)                                             | 10     | 3     | À venir |

## Source de la traduction
- (en) Cet article est partiellement ou en totalité issu de l’article de Wikipédia en anglais intitulé « Shiina Natsukawa » (voir la liste des auteurs).